# Ingeborg Levin
Ingeborg Levin (* 6. Juni 1953 in Erlangen; † 10. Februar 2024) war eine deutsche Physikerin, die Methoden zur Bestimmung der Konzentrationen und Quellen von Treibhausgasen entwickelte. Sie war als Professorin am Institut für Umweltphysik der Ruprecht-Karls-Universität Heidelberg beschäftigt.

## Leben
Levin studierte an der Universität Heidelberg Physik und machte ihre Diplom- und Doktorarbeit im dortigen Institut für Umweltphysik. Sie beschäftigte sich schon früh mit Messungen von Treibhausgasen, insbesondere Kohlendioxid, auf der regionalen Maßstabsebene – insbesondere mit der Frage, wie viel Kohlendioxid aus menschlichen Aktivitäten wie der Verbrennung Fossiler Brennstoffe stammt. Hierzu entwickelte sie eine Methode, die auf radioaktiven Kohlenstoffisotopen basiert und inzwischen weltweit eingesetzt wird. Die in Heidelberg erstellte Zeitreihe reicht bis 1976 zurück. Ab den 1990er Jahren maß Levins Gruppe auch die Konzentrationen von Methan und Stickoxiden, mit dem Ziel, auch diese zur Messung menschlicher Auswirkungen zu nutzen.
Levin leitete jahrzehntelang in Heidelberg eine Gruppe, die sich mit dem Kohlenstoffkreislauf befasste. Im Jahr 2020 erhielt sie die Alfred Wegener Medal der European Geosciences Union (EGU).